# Macchiaioli

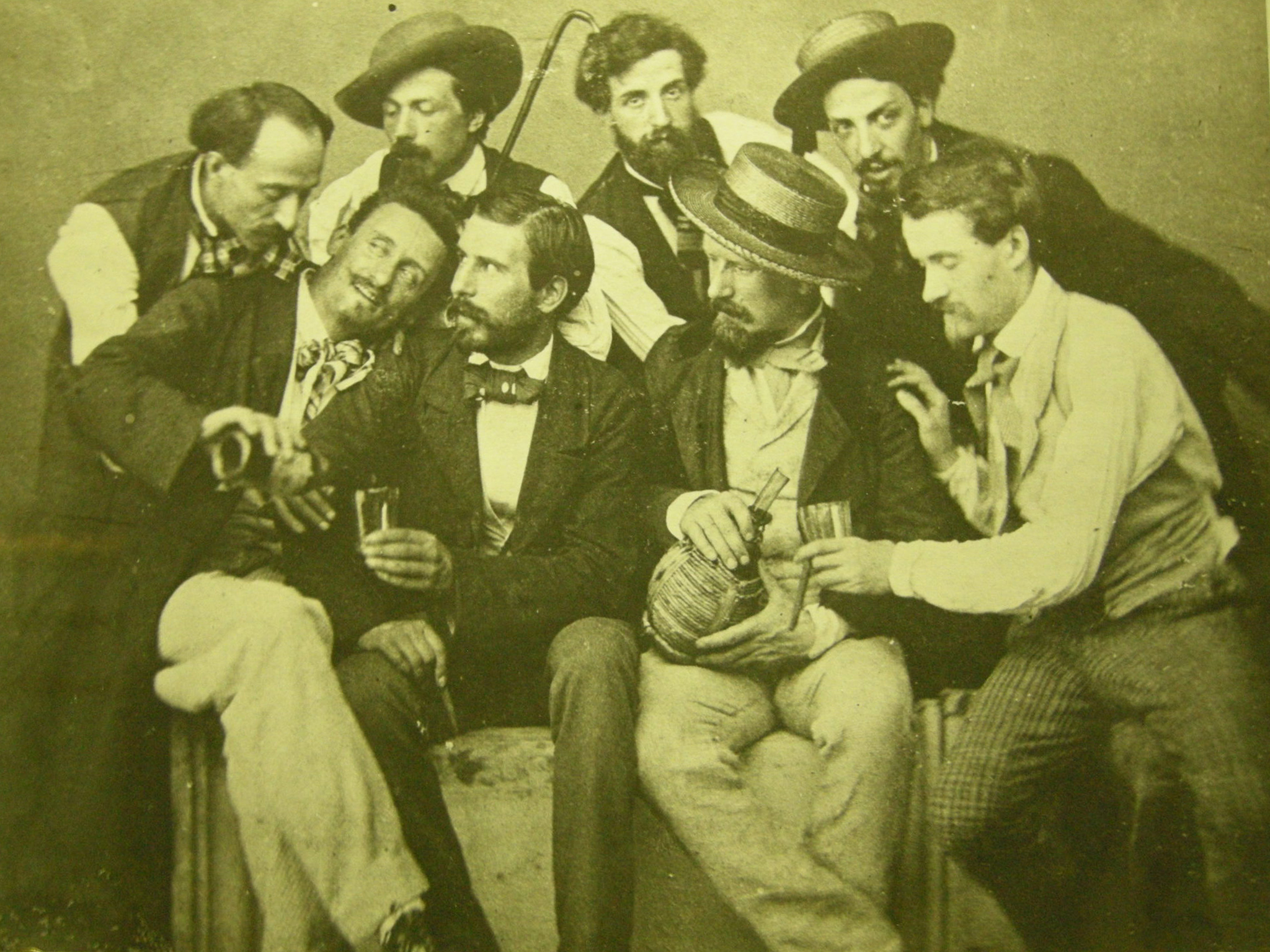
Gruppo di Macchiaioli, foto dei primi anni del '900

I Macchiaioli sono stati un gruppo di artisti attivi principalmente in Toscana nella seconda metà dell'800. Questo periodo durò dal 1855 al 1867.

## Storia

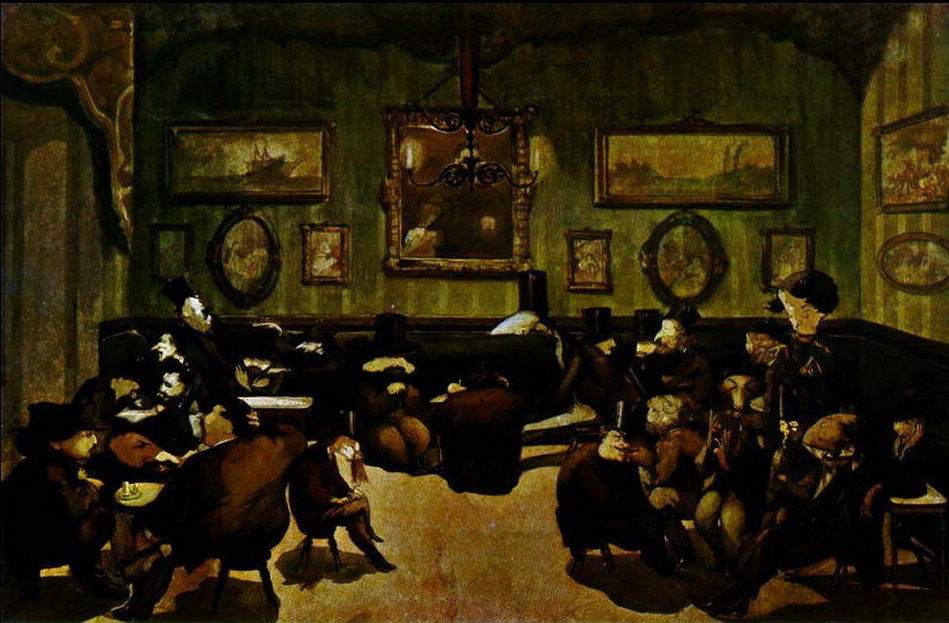
Adriano Cecioni
Il Caffè Michelangiolo, 1867 ca.

Quello dei Macchiaioli è stato il movimento artistico italiano più impegnato e costruttivo dell’Ottocento.
Formatosi a Firenze a partire dal 1855, nasce come reazione all’inerzia formale delle Accademie tenendosi anche in rapporto con i fermenti ideologici del Risorgimento nazionale. 
Il movimento macchiaiolo afferma che "la teoria della macchia’’ fa sì che la visione delle forme sia creata dalla luce attraverso macchie di colore, distinte, accostate e sovrapposte ad altre.
Consapevole di questa affermazione e svincolato da formalismi accademici, l’artista è così libero di rendere con immediatezza verista ciò che il suo occhio percepisce nel presente. Teorici e critici dei Macchiaioli furono Diego Martelli ed Adriano Cecioni che dettarono le regole basilari dello "stile".
Essi infatti si ritrovavano nel Caffè Michelangiolo, dove discutevano e riflettevano su tutte le tematiche artistiche.

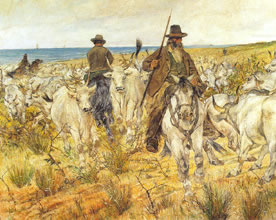
Giovanni Fattori
Butteri, 1893

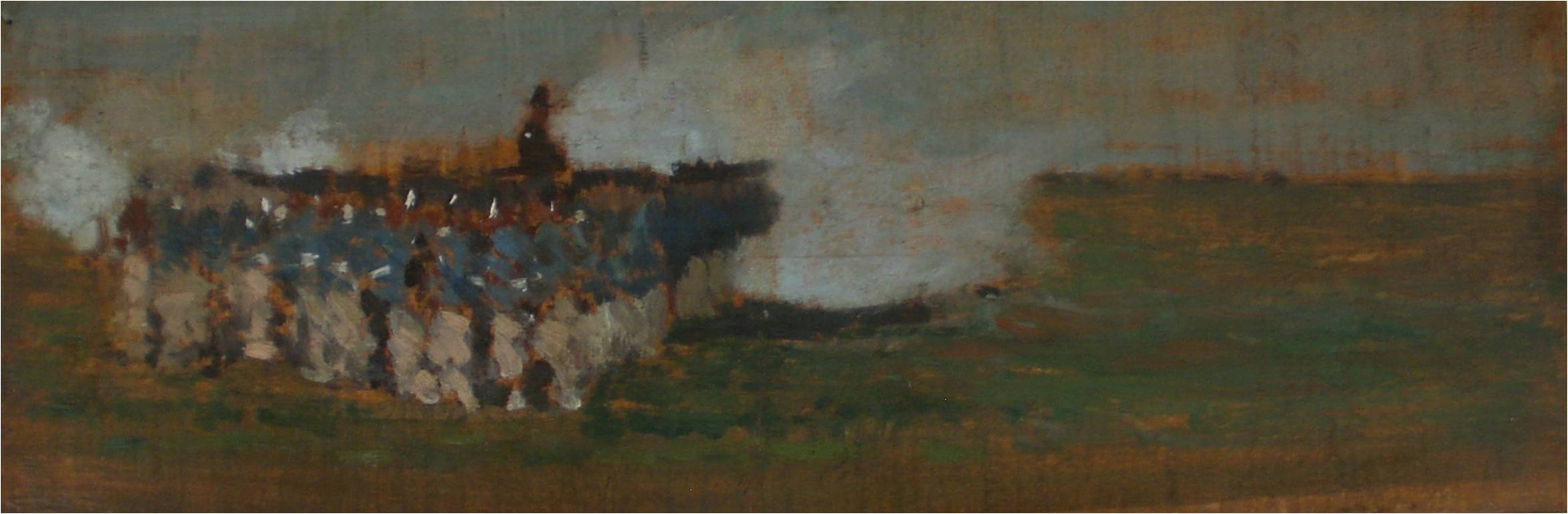
Giovanni Fattori
Il quadrato di Villafranca o Esercitazione di Tiro, 1876 - 1880

Gli esponenti di questa corrente pittorica furono: 
- Giuseppe Abbati
- Francesco Saverio Altamura
- Cristiano Banti
- Odoardo Borrani
- Stefano Bruzzi
- Ferdinando Buonamici
- Vincenzo Cabianca
- Niccolò Cannicci
- Adriano Cecioni
- Giovanni Costa
- Vito D'Ancona
- Serafino De Tivoli
- Giovanni Fattori
- Silvestro Lega
- Telemaco Signorini
- Raffaello Sernesi

Prima del loro trasferimento a Parigi ebbero anche un proprio esordio macchiaiolo Giovanni Boldini e Federico Zandomeneghi.
Vi sono poi stati altri pittori che, sebbene la critica non li annoveri in questo movimento pittorico, sono stati però profondamente condizionati da questa corrente, tanto che le loro opere ne sono vividamente influenzate. Tra questi vale la pena di ricordare Luigi Bertelli, il figlio Flavio Bertelli e Antonino Sartini.

## L'origine del nome

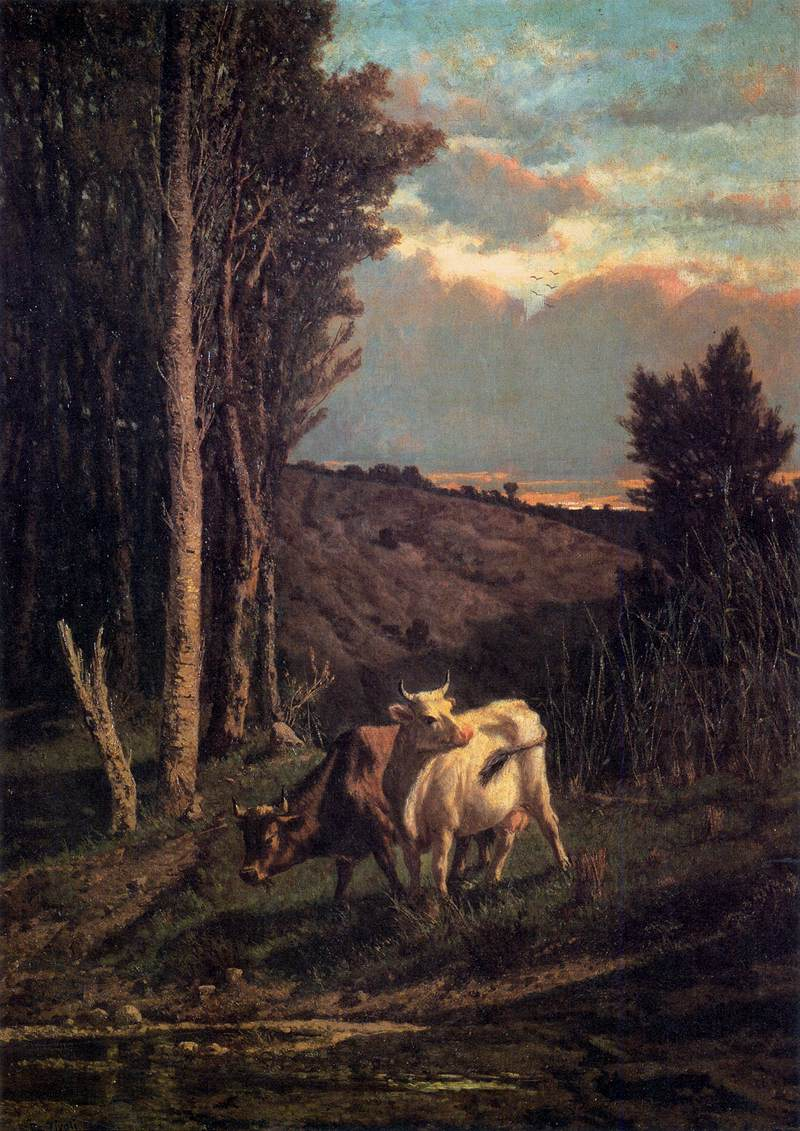
Serafino De Tivoli
Al pascolo, 1859

La teoria della macchia precede cronologicamente le enunciazioni teoriche degli impressionisti francesi e, per alcuni aspetti, vi si avvicina.
La teoria sostiene che l'immagine del vero è costituita da un contrasto di macchie di colore e di chiaroscuro, che si possono rilevare tramite una tecnica chiamata dello specchio nero, mediante cioè uno specchio annerito con il fumo che permette di esaltare i contrasti chiaroscurali.
Il termine Macchiaioli fu utilizzato dalla Gazzetta del Popolo per la prima volta nel 1862 in occasione di un'esposizione fiorentina. In realtà l'espressione fu coniata dal giornalista in senso denigratorio, ma i pittori oggetto della definizione decisero da allora in poi di adottare tale termine come identificativo del loro gruppo.

## Le mostre
- Silvestro Lega, I Macchiaioli e il Quattrocento, dal 14 gennaio al 24 giugno 2007 Musei di San Domenico a Forlì.
- I Macchiaioli, Capolavori della collezione Mario Taragoni dall'8 marzo - 27 luglio 2008, Venezia, Instituto Veneto di Scienze, Lettere ed Arti.
- "Il Nuovo dopo la Macchia, origini e affermazione del Naturalismo Toscano", Montecatini Terme, Terme Tamerici 2009.
- Macchiaioli a Montepulciano capolavori e inediti privati dal 25 aprile al 26 settembre 2010, Montepulciano Siena.
- Macchiaioli a Villa Bardini, Firenze, Villa Bardini, 2011.
- Les Macchiaioli 1850 - 1874. Des impressionistes italiens?, Parigi, Museo dell'Orangerie 10 aprile - 22 luglio 2013.
- I Macchiaioli, G. Fattori, S. Lega, T. Signorini, V. Cabianca visitabili nella seconda e dodicesima stanza, presso la Galleria d'arte moderna Ricci Oddi a Piacenza.
- I Macchiaioli e il loro tempo – Opere e Vita degli Artisti del Caffè Michelangelo presso il Museo Statale di Palazzo Taglieschi ad Anghiari (AR) dal 19 luglio 2015 al 18 ottobre 2015.
- I Macchiaioli - Le collezioni svelate presso il Chiostro del Bramante di Roma dal 16 marzo al 4 settembre 2016.[6]
- I Macchiaioli - Arte italiana verso la modernità presso GAM Galleria civica d'Arte Moderna di Torino dal 26 ottobre 2018 al 24 marzo 2019.
- Come la luce: dai Macchiaioli allo Spazialismo presso il Castello di Masnago a Varese (VA) dal 14 luglio all'8 settembre 2019.
- I Macchiaioli. Capolavori dell'Italia che risorge presso Palazzo Zabarella a Padova dal 24 ottobre 2020 al 18 aprile 2021.
- Dalla Macchia a Modì, Ritratti e Paesaggi fra '800 e '900. Montecatini Contemporary Art, dal 5 settembre 2020 al 21 febbraio 2021.
- I Macchiaioli. L'avventura dell'arte moderna. Asti, dal 19 novembre 2021 al 1 maggio 2022[7], estesa fino al 5 giugno.[8]
- I Macchiaioli. Pisa, Palazzo Blu, dal 8 ottobre 2022 al 26 febbraio 2023[9].
- I Macchiaioli. Trieste, Museo Revoltella, dal 19 novembre 2022 al 10 aprile 2023.[10]
- I MACCHIAIOLI e l’invenzione del Plein air tra Francia e Italia. “Orangerie” Serrone Villa Reale di Monza dal 18 febbraio al 21 maggio 2023.
- “I Macchiaioli”  Dal 20 Gennaio al 9 Giugno 2024 presso Palazzo Martinengo a Brescia

## Documentario
- Nel 1994 è stato girato il documentario I macchiaioli di Gisella Pagano.